# Lista de chefes de Estado
Esta é uma lista de chefes de Estado atuais e de vários períodos históricos. Para uma lista de chefes de Estado (e de governo) atuais ver: Listas de chefes de Estado e de governo.

## Condes
Para uma lista de condados integrados em casas reais (não independentes) veja aqui
- Condado de Alençon
- Condado de Angolema
- Condado de Anjou
- Condado de Aumale
- Condado de Barcelona
- Condado de Brienne
- Condado de Dammartin
- Condado de Eu
- Condado da Flandres
- Condado de Forcalquier
- Condado de Hainaut
- Condado da Holanda
- Condado do Luxemburgo
- Condado do Maine
- Condado de Melun
- Condado de Montpensier
- Condado de Nantes
- Condado de Paris
- Condado de Périgord
- Condado de Provença (depois integrado à Casa Real Francesa)
- Condado de Reims
- Condado de Roucy
- Condado de Sancerre
- Condado de Savoia
- Condado de Soissons
- Condado de Tolosa
- Condado de Tours
- Condado de Valois
- Condado de Vendôme
- Condado de Ventadour

## Duques
Para uma lista de ducados integrados em casas reais (não independentes) veja aqui.
- Ducado de Alençon
- Ducado de Angolema
- Ducado de Anhalt
- Ducado de Anjou
- Ducado da Aquitânia
- Ducado de Aumale
- Ducado da Baviera
- Ducado da Borgonha
- Ducado da Bretanha
- Ducado de Bulhão
- Ducado de Braunschweig
- Ducado de Joyeuse
- Ducado da Lorena
- Ducado de Lucca
- Ducado do Luxemburgo - Elevado a Grão-Ducado em 1814
- Ducado de Mântua
- Ducado de Milão
- Ducado de Módena
- Ducado de Montpensier
- Ducado da Normandia
- Ducado de Órleans
- Ducado de Parma
- Ducado de Parma e Piacenza
- Ducado de Saboia
- Ducado de Saxe
- Ducado de Saxe-Coburgo-Gotha
- Ducado de Saxe-Meiningen
- Ducado da Suábia
- Ducado da Toscana
- Ducado de Valois
- Ducado de Vendôme
- Ducado de Ventadour

## Grão-duques

### Grão-ducados actuais
- Grão-duques do Luxemburgo

### Grão-ducados antigos
- Grão-duques de Baden
- Grão-duques de Hesse-Darmstadt
- Grão-duques de Mecklemburg-Schwerin
- Grão-duques de Mecklemburg-Strelitz
- Grão-duques de Oldemburgo
- Grão-duques de Parma
- Grão-duques de Saxe-Weimar-Eisenach
- Grão-duques da Toscana

## Imperadores

### Impérios actuais
- Imperadores do Japão

### Impérios antigos
- Imperadores da Alemanha
- Imperadores austro-húngaros
- Imperadores bizantinos
- Imperadores do Brasil
- Imperadores da China
- Imperadores da Etiópia
- Imperadores do México
- Imperadores romano-germânicos
- Imperadores romanos
- Imperadores da Rússia

## Papas
Chefes de Estado do Vaticano
- Lista de papas

## Presidentes
- Presidentes do Afeganistão
- Presidentes da África do Sul
- Presidentes da Albânia
- Presidentes da Alemanha
- Presidentes de Angola
- Presidentes da Argélia
- Presidentes da Argentina
- Presidentes da Arménia
- Presidentes da Áustria
- Presidentes de Barbados
- Presidentes do Brasil
- Presidentes da Bolívia
- Presidentes da Bulgária
- Presidentes do Chile
- Presidentes da China
- Presidentes da Colômbia
- Presidentes de Cuba
- Presidentes do Egito
- Presidentes do Equador
- Presidentes da Eslováquia
- Presidentes dos Estados Unidos
- Presidentes da Finlândia
- Presidentes da França
- Presidentes do Gabão
- Presidentes de Galiza
- Presidentes da Grécia
- Presidentes da Itália
- Presidentes de Honduras
- Presidentes da Lituânia
- Presidentes do México
- Presidentes de Moçambique
- Presidentes da Namíbia
- Presidentes da Nicarágua
- Presidentes do Paraguai
- Presidentes do Peru
- Presidentes da Polônia
- Presidentes de Portugal
- Presidentes da Rússia
- Presidentes da Suíça
- Presidentes do Timor-Leste
- Presidentes do Togo
- Presidentes da Turquia
- Presidentes do Uruguai
- Presidentes da Venezuela

## Príncipes

### Coprincipados actuais
- Copríncipes de Andorra

### Principados actuais
- Príncipes do Liechtenstein
- Príncipes do Mónaco

### Principados antigos
- Príncipes da Bulgária
- Príncipes de Lippe
- Príncipes Reuss-Ebersdorf
- Príncipes Reuss-Greiz
- Príncipes Reuss-Schleiz
- Príncipes Reuss-Lobenstein
- Príncipes da Romênia
- Príncipes de Schaumburg-Lippe
- Príncipes de Schaumburg-Rudolstadt
- Príncipes de Schaumburg-Sonderhausen
- Príncipes de Waldeck

## Reis

### Reinos actuais
- Reis da Arábia Saudita
- Reis da Bélgica
- Reis da Dinamarca
- Reis de Espanha
- Reis dos Países Baixos
- Reis do Reino Unido (Monarcas da Inglaterra, Escócia e Irlanda do Norte)
- Reis da Noruega
- Reis da Suécia
- Reis de Tonga
- Reis do Marrocos
- Reis da Tailândia
- Reis da Jordânia
- Reis do Butão
- Reis do Lesoto
- Reis da Suazilândia

### Reinos antigos
- Reis de Aragão
- Reis da Baviera
- Reis da Boêmia
- Reis de Bulgária
- Reis de Castela
- Reis das Duas Sicílias
- Reis de Daomé
- Reis da Etiópia
- Reis da Escócia
- Reis de França
- Reis da Galiza
- Reis da Holanda
- Reis da Hungria
- Reis do Iraque
- Reis da Islândia
- Reis da Itália
- Reis da Iugoslávia
- Reis de Jerusalém
- Reis de Leão
- Reis de Montenegro
- Reis de Navarra
- Reis de Nápoles
- Reis do Piemonte-Sardenha
- Reis da Polónia
- Reis de Portugal
- Reis do Brasil
- Reis da Prússia
- Reis (reges) da Antiga Roma
- Reis da Romênia
- Reis da Sardenha
- Reis da Saxônia
- Reis da Sérvia
- Reis da Sicília
- Reis de Württemberg

## Faraós
- Faraós do Egito

## Xá
- Xás do Afeganistão
- Xás da Pérsia/Irã(o)